# Îles Square
Pour les articles homonymes, voir Square.
Les îles Square (anglais : Square Islands) sont des îles situées dans la province de Terre-Neuve-et-Labrador, au Canada, près de Charlottetown.
Les îles Square regroupent l'île Square proprement dite et les îlots environnants.

## Toponymie
Le nom de la grande île Square vient de sa forme grossièrement carrée.

## Géographie
Les îles Square se trouvent à l'entrée de la baie Saint Michel (anglais : St. Michaels Bay), vaste baie naturelle située sur la côte de l'océan Atlantique au Labrador. La baie compte de nombreuses îles et îlots.
Les côtes de la grande île Square sont rocheuses et très découpées par les ravins avec de multiples petites criques (Fannys au sud, Pikes à l'ouest, Woody, Nowlan, Sugarloaf et Snappers au nord...).
La grande île Square est bordée de petites îles annexes (Goat au sud, Red et Gull au nord...), îlots et écueils avec des zones de hauts-fonds dangereux pour la navigation.
L'intérieur compte plusieurs petits lacs d'eau douce avec quelques boisements dans les endroits protégés des vents marins.
Le relief de la grande île Square est vallonné, plusieurs collines occupent une grande partie de la superficie. Les points culminants de l'île atteignent plus de 140 mètres d'altitude près de la côte (au nord du port) et au centre.

## Occupation humaine
Les îles Square étaient autrefois l'une des principales zones de pêche du Labrador, avec un port (52° 43′ 54″ N, 55° 49′ 51″ O) qui était un refuge clé des tempêtes de l'océan Atlantique.
Le havre est situé derrière les îles Est (anglais : East Island) et Ouest (anglais : West Island) qui le protègent de la houle venue de l'est tout en laissant un chenal praticable entre elles face au havre.
Le havre est constitué de deux criques (une grande au sud et une petite au nord) dont les fonds sont occupés par l'établissement de Square Islands avec de multiples bâtiments et maisons perchés sur les rochers. Les deux criques du havre sont reliées entre elles par un petit chemin pédestre au milieu de la végétation.
L'établissement a été fondé dans les années 1850 et abandonné en 1970.

## Économie
Le bassin voisin de Hawke demeure l'une des principales zones de pêche à la crevette au monde.
Des réserves extractibles de pétrole se trouvent au fond de l'océan au large du Labrador.
La région est également riche en minerais communs.